# الإقليم الجنوبي الغربي (مقدونيا)

خريطة أقاليم مقدونيا الشمالية الإحصائية

المنطقة الإحصائية الجنوبية الغربية أو الإقليم الجنوبي الغربي (بالإنجليزية: Southwestern Statistical Region، (بالمقدونية: Југозападен регион)‏ (بالألبانية: Rajoni jugperëndimor)‏) هي واحدة من ثماني أقاليم إحصائية في شمال مقدونيا، يقع الإقليم في الجزء الغربي والجنوب الغربي من البلاد، والإقليم يحد ألبانيا من الغرب، وداخليا، فإنه يقع على حدود الأقاليم التالية : إقليم بيلاجونيا، إقليم بولوغ، إقليم سكوبي، وإقليم فاردار .

## البلديات

خارطة بلديات المنطقة (2004-2013).

تنقسم المقاطعة الجنوبية الغربية إلى 9 بلديات:
- Centar Župa
- ديبار
- ديباركا
- كيتشيفو
- Makedonski Brod
- بلدية أوهريد
- بلاسنيكا
- بلدية ستروغا
- Vevčani

## التركيبة السكانية

خريطة الأغلبية العرقية حسب البلدية (2004-2013).

### تعداد السكان
يبلغ عدد السكان الحالي للإقليم الجنوبي الغربي 221,546 مواطنًا، حسب آخر تعداد سكاني في عام 2002.
| سنة التعداد | تعداد السكان | التغير  |
| ----------- | ------------ | ------- |
| 1994        | 211,046      | لا يوجد |
| 2002        | 221,546      | + 5.0٪  |

### الأعراق
أكبر مجموعة في المنطقة هي المقدونيون ، يليهم الألبان ، ويمثل الأتراك أيضًا عددًا صغيرًا من السكان في الإقليم.